# スパイダーマン:ビヨンド・ザ・スパイダーバース
『スパイダーマン:ビヨンド・ザ・スパイダーバース』（原題：Spider-Man: Beyond the Spider-Verse）は、2027年に公開予定のアメリカ合衆国のCGアニメ映画作品。

## キャスト
スパイダーマン / マイルズ・モラレス
声 - シャメイク・ムーア
プロウラー / マイルズ・モラレス
声 - 不明
グウェン・ステイシー / スパイダーウーマン
声 - ヘイリー・スタインフェルド
アース65のスパイダーウーマン。リザードに変身したピーター・パーカーを誤って殺害してしまって以来、父であるジョージ・ステイシー警部に指名手配されている。マイルズの恋人である。
ジェフ・モラレス
声 - ブライアン・タイリー・ヘンリー
リオ・モラレス
声 - ローレン・ベレス
ピーター・B・パーカー / スパイダーマン
声 - ジェイク・ジョンソン
ジョナサン・オーン / スポット
声 - ジェイソン・シュワルツマン
ジェシカ・ドリュー / スパイダーウーマン
声 - イッサ・レイ
バヴィトル・プラバガール / スパイダーマン・インディア
声 - カラン・ソーニ
ホビー・ブラウン / スパイダーパンク
声 - ダニエル・カルーヤ
ミゲル・オハラ / スパイダーマン2099
声 - オスカー・アイザック
本作がどんな内容で来るかは現時点で未定だが、グウェンのスパイダーウーマンが謎の変異体に変身するシーンが見られるとフィル・ロードとクリストファー・ミラーがDeadlineのポッドキャスト「Crew Call with Anthony D’Alessandro」で伝えた。

## リリース

### 劇場公開
当初は2024年3月29日に全米公開予定としていたが、2023年7月から行われている俳優組合のSAG-AFTRAによるストライキの影響で配給会社のソニー・ピクチャーズ エンタテインメント作品の公開スケジュールが同月に見直されたため、一旦取り下げられた。
2025年3月31日、同日にラスベガスにて開催されたCinemaConにおいて、公開日が2027年6月4日に決定したことを発表した。